# Срібна Зірка (США)
Срі́бна Зі́рка (США) (англ. Silver Star) — військова нагорода США. Була заснована Військовим секретарем 16 липня 1932 року. Вручається за виняткову відвагу в бою і є третьою за старшинством винагородою за хоробрість. «Срібна Зірка» була заміною нагороди «Зірка Вдячності», яка була встановлена актом американського Конгресу 9 липня 1918 року.

## Історія
9 липня 1918 року актом Конгресу США (англ. Bulletin No. 43, War Dept. 1918) була заснована відзнака «Зірка вдячності» (англ. Citation Star). Відзнака присвоювалася наказом Військового міністерства США. Нагорода мала форму п'ятипроменевої срібної зірки діаметром 3/16 дюйма (близько 4,8 мм) і кріпилася до стрічки медалі за військову кампанію. По суті зірка не була самостійною нагородою, а являла собою додатковий атрибут для відзначення за певні заслуги в бою. «Зіркою вдячності» нагороджувалися військовослужбовці армії США, чия мужність і відвага були відзначені в наказі командування, але чиїх заслуг було недостатньо для нагородження Медаллю Пошани або Хрестом «За видатні заслуги». Статут нагороди передбачав можливість повторного та подальшого нагородження.

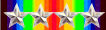
Американська медаль Перемоги у Першій світовій війні з чотирма відзнаками «Зірка вдячності» за здійснення героїчних вчинків під час війни

19 липня 1932 року за ініціативою начальника штабу Армії США генерала Дугласа Макартура, Військовий міністр США своїм наказом затвердив замість армійської відзнаки «Зірка вдячності» та флотської «Зірки похвали ВМС» нову нагороду для військовослужбовців — медаль «Срібна зірка». 3/16-дюймова срібна зірочка стала її центральним елементом. Дизайн нагороди був розроблений ювелірною фірмою «Bailey, Banks and Biddle». Згідно з положенням про нагороду військовослужбовці армії США могли замінювати раніше отримані відзнаки «Зірка вдячності» на медаль Срібна зірка. Військовослужбовці Військово-морських сил і Корпусу морської піхоти могли проводити обмін тільки в тому випадку, якщо вони були нагороджені армійською відзнакою «Зірка вдячності».
У 1942 році статут нагороди був уточнений: Срібна зірка стала нагородою за мужність і відвагу, проявлені в бою. У такій якості нагорода була встановлена актом Конгресу США від 7 серпня 1942 для Військово-морських сил і Корпусу морської піхоти, а актом Конгресу від 15 грудня 1942 року — для військовослужбовців Армії.
21 грудня 2016 року Міністерство оборони США цю нагороду офіційно визначило як «медаль Срібна Зірка» (англ. Silver Star Medal).

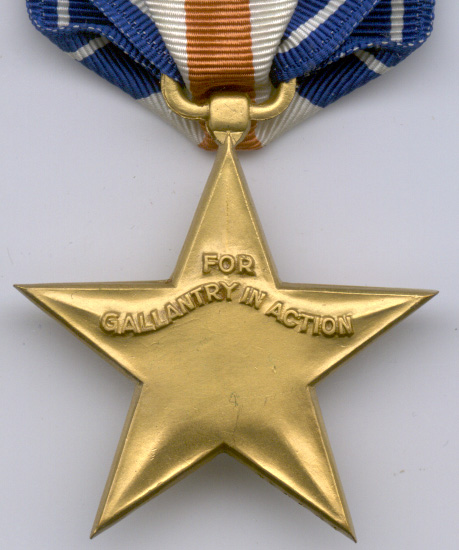
Реверс медалі Срібна Зірка

## Статус нагороди
Срібною зіркою нагороджуються особи, які перебувають на дійсній військовій службі в Збройних силах США на будь-якій посаді, та які здійснили подвиг на полі бою, якщо їхня дія не підпадає під критерії нагородження однією з наступних вищих нагород за доблесть: Хрестом «За видатні заслуги», Військово-морським хрестом, Хрестом Повітряних сил або Хрестом Берегової охорони. Продемонстрована мужність та відвага мала місце під час бойових дій проти військового супротивника Сполучених Штатів, під час участі у військових операціях, де відбувався збройний конфлікт із ворогуючими іноземними збройними силами, або під час служби з дружніми іноземними силами, що беруть участь у збройному конфлікті проти збройних країни, з якої США не перебувають у стані війни.
Медаль Срібна зірка присуджують за особливі прояви доблесті в бою або героїчні вчинки протягом нетривалого періоду, наприклад, одного-двох днів боїв.
Пілоти Повітряних сил, ВМС і Корпусу морської піхоти, офіцери бойових систем флоту та особливо пілоти-винищувачі, часто здобувають право на отримання Срібної зірки, ставши асом (тобто, маючи п'ять або більше підтверджених повітряних перемог), які цілеспрямовано та свідомо, багато разів ризикуючи життям у бойових умовах, виходили переможцем у зіткненням з противником.
Нагородження Срібної зіркою здійснюється від імені Президента США.
Рішення про нагородження затверджується:
- в армії США: в мирний час — начальником штабу Армії США, під час війни — офіцером вищого складу у званні не нижче генерал-лейтенанта;
- у Повітряних силах: в мирний час — міністр Повітряних сил, у воєнний час — Директор Кадрового управління Повітряних сил за поданням офіцера вищого складу у званні не нижче генерал-лейтенанта;
- у Військово-морських силах і Корпусі морської піхоти: міністром Військово-морських сил;
- Берегова охорона під час війни переходить у підпорядкування Військово-морських сил і рішення про нагородження військовослужбовця Берегової охорони затверджується відповідно до чинних у ВМС правил — міністром Військово-морських сил.

Срібною зіркою можуть бути нагороджені військовослужбовці іноземних держав. Цивільні особи, в тому числі іноземці, також можуть нагороджуватися Срібної зіркою.

## Опис нагороди
Медаль Срібна зірка була розроблена Рудольфом Фрейндом з ювелірної фірми «Bailey, Banks and Biddle», і являла собою позолочену бронзову п'ятипроменеву (вгору на відміну від дизайну Медалі Пошани), що має по центру лавровий вінок. Діаметр кола, описаного навколо зірки, становить 1 1/2 дюйма (близько 38 мм).
Аверс. У центральній частині позолоченої зірки — лавровий вінок, усередині вінка посріблена зірка діаметром 3/16 дюйма, центр малої посрібленої зірки збігається із центром великої зірки, а промені орієнтовані аналогічно променям великої позолоченої зірки. Мала зірка оточена стилізованим сяйвом (променями, які обмежуються лавровим вінком).
Реверс. На зворотному боці нагороди — напис в два рядки «ЗА — МУЖНІСТЬ У БОЮ» (англ. FOR - GALLANTRY IN ACTION). Нижче цього напису гравірується ім'я нагородженого.
Зірка за допомогою петлі у формі прямокутника із закругленими кутами прикріплюється до п'ятикутної колодки, обтягнутою стрічкою нагороди.
Ширина стрічки нагороди — 1 3/8 дюйма (35 мм). На стрічці нагороди 9 смужок, розташованих симетрично відносно центральної осі, зліва направо: синя (англ. Ultramarine Blue) завширшки 3/32 дюйма (2,4 мм), біла (англ. White) завширшки 3/64 дюйма (1,2 мм), синя завширшки 7/32 дюйма (5,5 мм), біла завширшки 7/32 дюйма, центральна червона (англ. Old Glory Red) смуга завширшки 7/32 дюйма. Потім смуги повторюються у зворотному порядку: біла (7/32 дюйма), синя (7/32 дюйма), біла (3/64 дюйма), синя (3/32 дюйма).
У разі нагородження вдруге знак Срібної зірки не вручається. Друге і наступні нагородження позначаються додатковими знаками:
- в Армії і Повітряних силах — дубовим листям, бронзовим або срібним,
- у Військово-морських силах, Корпусі морської піхоти і Береговій охороні — золотими або срібними зірками повторного нагородження.

## Нагородження
Міністерство оборони не веде точних записів щодо медалі Срібна зірка. За підрахунками американських незалежних спеціалістів кількість кавалерів Срібної зірки, нагороджених з часів Першої світової війни до 2020 року, не визначено достеменно і становить десь між 100 000 та 150 000 нагороджених. Хоча ця кількість здається досить великою, якщо порівнювати з понад 30 мільйонами американських чоловіків та жінок, які протягом того періоду служили у військовій формі, очевидно, що Срібна зірка — рідкісна нагорода, яку вручають менше ніж 1 з кожних 250 ветеранів військової служби.
Першим нагородженим новою медаллю став генерал Дуглас Макартур — під час Першої світової війни він сім разів удостоювався відзнаки «Зірка вдячності» і був нагороджений Срібною зіркою з дубовим листям, що позначали його багаторазові нагородження.
Полковник Девід Хекворт, який під час служби в армії брав участь у Корейській та В'єтнамській війнах та був відзначений десять разів Срібною зіркою, найімовірніше є особою, яка була нагороджена найбільшою кількістю цієї нагороди. Дональд Х. Рассел, цивільний інженер технічної підтримки F4U «Корсар», прикріплений до винищувального крила морської піхоти, отримав Срібну зірку за свої дії на борту авіаносця «Франклін» після нападу японського пікіруючого бомбардувальника в березні 1945 року. Восени 1944 року найближчий радник президента Рузвельта Гаррі Гопкінс, посол США в Москві Вільям Аверелл Гарріман та військовий аташе вручили медаль Срібна зірка радянському офіцеру-артилерісту Олексію Волошину, який першим переправився через Дніпро зі своєю батареєю і був одним із чотирьох молодших офіцерів Червоної армії, які здобули американську нагороду за хоробрість на полі бою.
Серед найвідоміших кавалерів медалі Срібна зірка є:
- бригадний генерал Джон Бансен (п'ять нагород)
- полковник Чарльз Беквіт (дві нагороди)
- адмірал Арлі Берк
- майор Річард Айра Бонг
- генерал армії Омар Бредлі
- генерал Реймонд Гілберт Девіс (дві нагороди)
- генерал Джеймс Дуліттл (п'ять нагород)
- капітан Девід Кристіан (дві нагороди)
- генерал Веслі Кларк
- перший лейтенант Гарлін Мерл Коннер (чотири нагороди)
- бригадний генерал Джон Томас Корлі (вісім нагород)
- генерал Джеймс Ван Фліт (три нагороди)
- чиф-петті офіцер Кріс Кайл
- генерал Норман Шварцкопф (три нагороди)
- генерал Метью Ріджвей (дві нагороди)
- перший лейтенант Оді Леон Мерфі (дві нагороди, кавалер Медалі Пошани)
- генерал-майор Реймонд Мюррей (чотири нагороди)
- бригадний генерал Чак Єгер (дві нагороди)
- генерал армії Джордж Маршалл
- генерал Ґрейвс Ерскін
- віце-адмірал Джеймс Стокдейл (чотири нагороди, кавалер Медалі Пошани)
- генерал Джордж Сміт Паттон (дві нагороди)

та інші